# Journée de la Marine
Pour les articles homonymes, voir Marine.

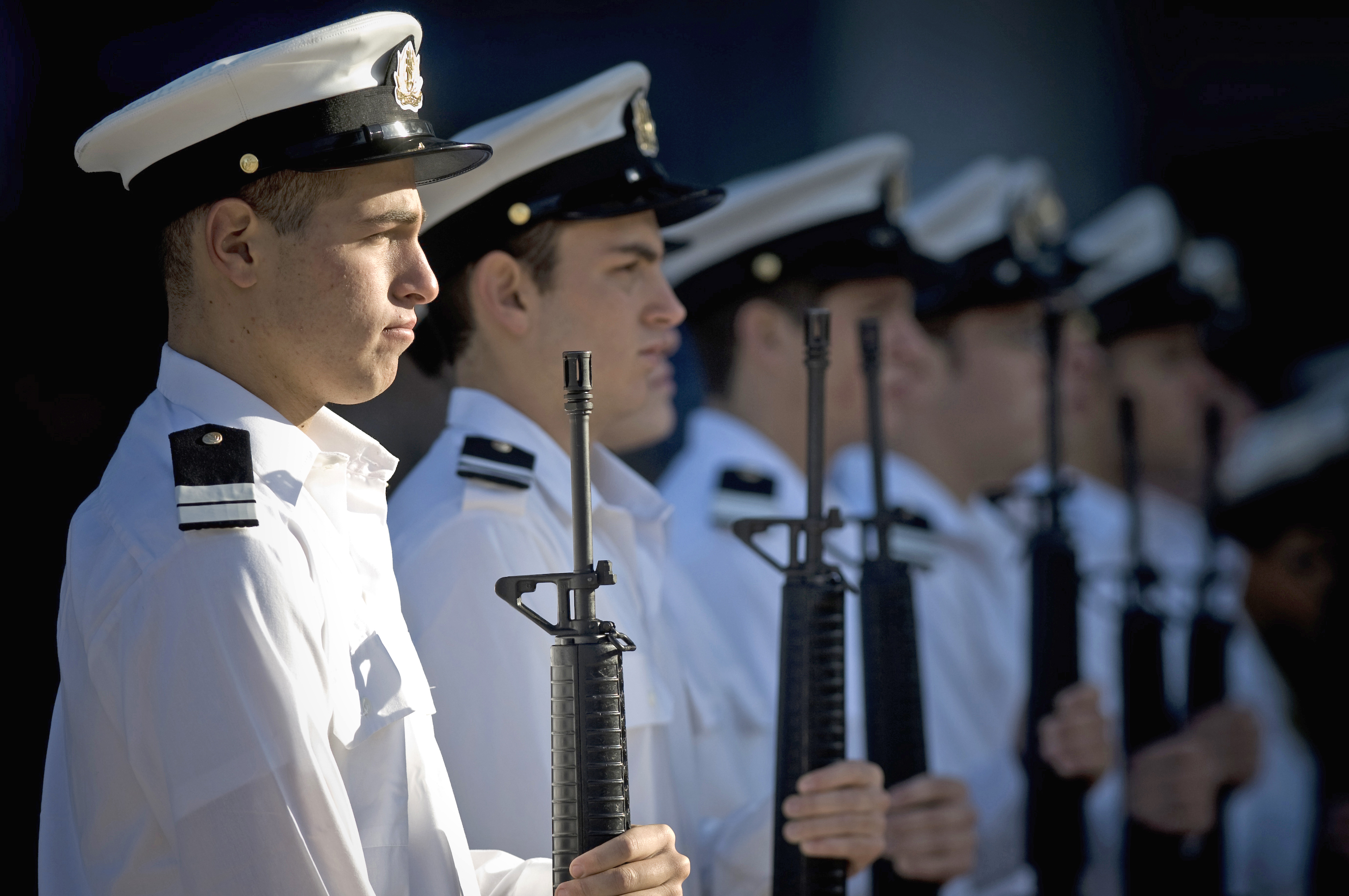
Une garde d'honneur de cadets portant des uniformes blancs pour la Journée de la Marine.

En Israël, la Journée de la Marine (hébreu : יום חיל הים) est célébrée le 30 juin. À cette date en 1948, le port de Haïfa a été capturé par Israël lors de la guerre d'indépendance de 1947-1949.
Traditionnellement, la Journée de la Marine est précédée par la Soirée du Souvenir.
En 1993, l'amiral Ami Ayalon décida de déplacer la Journée de la Marine d'Israël à la dernière semaine d'octobre, commémorant les victoires lors de plusieurs guerres :
- Le naufrage du navire amiral de la Marine égyptienne, El Amir Farouq (en), le 22 octobre 1948.
- La capture de la frégate égyptienne Ibrahim el Awal le 31 octobre 1956.
- Les actions décisives de la guerre du Kippour, du 6 au 24 octobre 1973.

La Soirée du Souvenir a également été reprogrammée, marquant la perte du destroyer INS Eilat le 21/10/1967. À partir de 2009, les célébrations ont été étendues sur une semaine, pratiquement tenues chaque année en août pour des raisons pratiques.